# Rodrigo José Carbone
Rodrigo José Carbone (Rio de Janeiro, 17 marzo 1974) è un ex calciatore brasiliano, di ruolo attaccante.